# Aegidius Rudolph Nicolaus Arntz
Aegidius Rudolph Nicolaus Arntz (* 1. September 1812 in Kleve; † 23. August 1884 in Brüssel) war ein deutscher Rechtswissenschaftler, der als Professor in Brüssel lehrte. Während der Revolution von 1848/49 war er preußischer Abgeordneter.

## Leben
Sein Vater war Arzt und stammte ursprünglich aus Holland, ehe er sich in Kleve niederließ. Der Sohn besuchte dort das Gymnasium und begann ab 1830 in München Rechtswissenschaften zu studieren. Dort schloss er sich der Burschenschaft Germania an. Wegen Unruhen an der Universität wurden er und alle anderen auswärtigen Studenten ausgewiesen und die Burschenschaft aufgelöst. Arntz studierte in der Folge in Jena, Bonn, Heidelberg und erneut in Bonn. In Bonn wurde er 1832 Mitglied der Burschenschaft Marcomannia Neben rechtswissenschaftlichen Vorlesungen hörte er auch kameralistische, philosophische, historische und literarische Vorlesungen.
Nach dem Frankfurter Wachensturm wurde gegen ihn, wie auch gegen zahlreiche andere Burschenschafter, eine Untersuchung wegen Hochverrats eingeleitet. Er war 1834 Auskulator in Kleve, als er im Haus seiner Eltern festgenommen werden sollte, jedoch gelang ihm die Flucht über die nahe Grenze. Er wurde steckbrieflich gesucht und 1837 erging ein Urteil des Berliner Kammergerichts, dass ihn in Abwesenheit zu fünfzehn Jahren Festungshaft verurteilte. Er ist im Schwarzen Buch der Frankfurter Bundeszentralbehörde (Eintrag Nr. 31) vermerkt. In Lüttich setzte er zunächst seine rechtswissenschaftlichen Studien fort und wurde zum Dr. jur. promoviert. Danach arbeitete er bei einem Advokaten. Bald wurde er auf den Lehrstuhl für Pandekten an der neu gegründeten Universität Brüssel berufen.
Bei der Thronbesteigung Friedrich Wilhelms IV. wurden die in Abwesenheit Verurteilten von der zur Feier dessen erlassenen, allgemeinen Amnestie ausgeschlossen. Sie wurden aufgefordert, zurückzukehren und sich der Gnade des Königs auszuliefern. Arntz akzeptierte dies und wurde 1841 begnadigt. Danach konnte er seine Familie besuchen, was er in der Folge häufig tat.
Nach Beginn der Märzrevolution wurde er in Kleve zum Mitglied der preußischen Nationalversammlung gewählt, hat sich lebhaft an den Verhandlungen in den Ausschüssen beteiligt und war zweimal als Minister im Gespräch. Er zählte sich zur Linken, ohne seine Unabhängigkeit völlig aufzugeben. In einer Broschüre bestritt er das Recht der Regierung, die Versammlung nach Brandenburg zu verlegen. Er blieb wie andere Oppositionelle in Berlin und billigte die Steuerverweigerungskampagne. Nach der Auflösung der Nationalversammlung wurde er in die zweite Kammer des Landtages gewählt. Dort sprach er sich gegen die oktroyierte Verfassung aus. Nachdem die Kammer ebenfalls aufgelöst worden war, kehrte er auf seinen Lehrstuhl nach Brüssel zurück. Zuvor hatte er in Kleve Jeanne Petronille Bichon, die Tochter eines dort lebenden holländischen Hoteliers, geheiratet.
In Brüssel übernahm er nun eine Professur für Zivilrecht, las aber ebenso über Naturrecht, Staatsrecht und Völkerrecht. Daneben war er als Advokat und Ratgeber in handelsrechtlichen Fragen tätig und genoss hohes Vertrauen in Industrie und Wirtschaft. Auch in politischen Fragen wurde er als Berater hinzugezogen. Er verfasste etwa ein Gutachten über die belgischen „Association Africaine“ oder bereitete eine Verfassung für das belgische Kongogebiet vor. Im Jahr 1876 wurde er zum Mitglied der Königlichen Akademie von Belgien und 1877 zum Mitglied des Instituts für Völkerrecht ernannt. Später wurde er dessen Vizepräsident. An den Diskussionen dieses Instituts und der Redaktion der Institutszeitschrift „Revue de Droit International et de Législation Comparée“ war er maßgeblich beteiligt.
Als wissenschaftliches Hauptwerk gilt sein Lehrbuch zum französischen Zivilrecht: „Cours de droit civil français, comprenant l’explication des lois qui ont modifié le code civil en Belgique.“ Das Werk erschien erstmals 1860 und 1875 in zwei Bänden. Eine zweite Ausgabe erschien 1879/80 in vier Bänden. Daneben war er Autor für verschiedene juristische Zeitschriften. Darunter war die von ihm selbst 1842 mitbegründete „La Belgique judiciaire.“

## Werke
- Das Recht der Nationalversammlung: Der Staatsstreich vom 9. November und die Verantwortlichkeit der Minister. Berlin, 1848 Digitalisat